# 亚尔加 (莫尔多瓦共和国)
亚尔加（羅馬化：Yalga）是俄罗斯莫尔多瓦共和国的市级镇，属共和国辖市萨兰斯克市，地处莫尔多瓦共和国中东部，在共和国首府萨兰斯克西南方，东北靠近市级镇尼古拉耶夫卡。伏尔加河流域内阿拉特里河一支流因萨尔河从镇东侧流过。镇东北设有同名铁路车站。
该地2021年人口有7,670人；2010年人口5,672；2002年人口5,088；1989年人口3,766。